# Agnotecous occidentalis
Agnotecous occidentalis är en insektsart som beskrevs av Desutter-grandcolas 2006. Agnotecous occidentalis ingår i släktet Agnotecous och familjen syrsor. Inga underarter finns listade i Catalogue of Life.